# Hemidactylus taylori
Hemidactylus taylori es una especie de gecos de la familia Gekkonidae.

## Distribución geográfica
Es endémica del norte de Somalia.